# Lykos von Rhegion
Lykos von Rhegion war ein griechischer Historiker des 3. Jahrhunderts v. Chr.
Lykos wohnte vermutlich um 290 v. Chr. in angesehener Position in Alexandria. Er war der Adoptivvater des griechischen Dichters und Grammatikers Lykophron aus Chalkis. Zu seinen literarischen Arbeiten zählen eine Schrift über Sizilien und eine Geschichte Libyens. Diese nur sehr fragmentarisch erhaltenen Werke waren ethnographisch gestaltet und berichten u. a. über Wunderlegenden. Als Gewährsmann diente Lykos beispielsweise Kallimachos, Antigonos von Karystos und wohl auch dem für die Kenntnis der Geschichte Siziliens maßgeblichen Historiker Timaios. Zitiert wird Lykos u. a. von Athenaios, Claudius Aelianus und Stephanos von Byzanz.

## Ausgabe der Fragmente
- Felix Jacoby, Die Fragmente der griechischen Historiker (FGrH), Nr. 570.